# O'Meara Road
O'Meara Road es una localidad de Trinidad y Tobago, que forma parte del borough de Arima.

## Geografía
La localidad abarca parte de la isla Trinidad y limita al norte con Arima, al sur con Carapo y Peytonville (ambas de la región de Tunapuna-Piarco), al este con Malabar y al oeste con Olton Road, Samaroo Village y Carapo (todas de la región de Tunapuna-Piarco).

## Demografía
Datos demográficos de la localidad de O'Meara Road:
| Gráfica de evolución demográfica de O'Meara Road entre 2000 y 2011 |
|                                                                    |